# Sporkehoutzandbij
De sporkehoutzandbij' (Andrena fulvida) is een vliesvleugelig insect uit de familie Andrenidae. De wetenschappelijke naam van de soort is voor het eerst geldig gepubliceerd in 1853 door Schenck.